# Painesdale
Painesdale es un lugar designado por el censo ubicado en el condado de Houghton en el estado estadounidense de Míchigan. En el Censo de 2020 tenía una población de 336 habitantes y una densidad poblacional de 329,41 habitantes por km². Fue incluido como CDP en el censo de 2020. 

## Geografía
Painesdale se encuentra ubicado en las coordenadas 47°02′36″N 88°40′20″O / 47.04333, -88.67222.  Según la Oficina del Censo de los Estados Unidos,  tiene una superficie total de 1,02 km², todos correspondientes a tierra firme.